# Konrad von Erlichshausen
Konrad von Erlichshausen ou Ellrichshausen, né en 1390 ou 1395 à Ellrichshausen, près de Satteldorf en Souabe et mort le 7 novembre 1449 à la forteresse teutonique de Marienbourg, est le trentième grand maître de l’ordre Teutonique, qu’il dirige de 1441 à 1449. Son cousin Ludwig von Erlichshausen lui succède.

## Biographie
Konrad von Erlichshausen descend d’une famille de ministériels des seigneurs de Hohenlohe dans les terres de Crailsheim-Feuchtwangen.
Le frère chevalier Konrad von Erlichshausen est avoué (Vogt) de la forteresse de Roggenhausen (pl) et il est ensuite nommé commandeur (Komtur) des commanderies de Ragnit, Thorn et Althaus. Erlichshausen est grand-commandeur (Großkomtur) de 1432 à 1439, tandis que de 1434 à 1436 et de 1440 à 1441, il est aussi grand-maréchal de l’Ordre (Ordensmarschall des Deutschen Ordens) et à ce titre réside à Königsberg.
L’Ordre teutonique est irrémédiablement affaibli après la bataille de Tannenberg de 1410 et lourdement endetté, après les mesures de la première paix de Thorn en 1411. Les sommes dues aux Polonais mènent l’Ordre au bord de la ruine. De plus, sur un plan intérieur, les chevaliers doivent faire face à la contestation des villes prussiennes et des villes de la Hanse. Les bourgeois des villes, appuyés par la noblesse locale avide d’accroître ses possessions territoriales au détriment des chevaliers, s’organisent en une ligue prussienne ou confédération prussienne, fondée le 14 mars 1440 à Marienwerder, afin d’obtenir plus de droits politiques et économiques de la part de l’Ordre. Peu à peu cette ligue devient un véritable pouvoir de contestation. Konrad von Erlichshausen, élu le 12 avril 1441, s’oppose à la politique d’apaisement de son prédécesseur, Paul von Rusdorf, qui avait donné plus de droits au villes, avant de mourir. Cependant très vite, Erlichshausen s’efforce lui aussi de calmer les revendications des bourgeois. Ces derniers avaient réussi, pendant la période d’intérim du pouvoir à faire reconnaître leurs droits par l’empereur Frédéric II, le 6 février 1441. Erlichshausen donne de nouveaux droits à la ville de Sensburg, le 20 février 1444, et octroie, en 1443, le privilège de colonie libre à la fondation d’Arys qui possède un domaine de 790 000 hectares.
Konrad von Erlichshausen fonde le bourg de Krausendorf, près de Rastenburg (Kętrzyn). Il réforme la règle de l’Ordre en 1442, et renforce ses liens avec le maître provincial de Germanie (de) (Deutschmeister) et le maître provincial de Livonie (de) (Landmeister von Livland).
Le nouveau grand-maître cherche aussi à consolider la paix avec ses voisins polonais. Il confirme le traité de Melno et celui de Brest en 1435, en invitant le jeune roi Ladislas III Jagellon à Thorn, puis il signe la paix de Rastenburg (Kętrzyn) en 1448. Mais les confédérés de la ligue prussienne cherchent l’appui des Polonais contre le pouvoir des teutoniques, ce qui aboutira à de nouvelles guerres par la suite.
Il meurt le 7 novembre 1449 à Marienbourg. Son magistère correspond à une période de déclin, mais aussi à une période de paix relative. Il est enterré à la chapelle Sainte-Anne de la forteresse teutonique de Marienbourg. Son neveu Ludwig von Erlichshausen lui succède.